# Neuville-sur-Escaut
Neuville-sur-Escaut är en kommun i departementet Nord i regionen Hauts-de-France i norra Frankrike. Kommunen ligger i kantonen Bouchain som tillhör arrondissementet Valenciennes. År 2022 hade Neuville-sur-Escaut 2 759 invånare.

## Befolkningsutveckling
Antalet invånare i kommunen Neuville-sur-Escaut
| Referens: INSEE |